# مسجد سفید (رشت)

مسجد سفید (گیلکی: seefide mazjed) یا مسجد صفی یا مسجد شهیدیه از تاریخی‌ترین مساجد شهر رشت است، در محله‌ای به همان نام واقع شده‌است.
تاریخ بنای اولیه این مسجد دقیقا روشن نیست. بر اساس یک روایت شیخ صفی الدین اردبیلی به دلیل دوستی با شیخ زاهد گیلانی در سفری به گیلان در محله فعلی چاهی می‌کند و عبادتگاهی سازد که بعدها به مسجد تبدیل می‌شود.
بعضی از تاریخ نویسان این مسجد قبر محمدباقر میرزا ملقب به صفی میرزا پسر بزرگ شاه عباس اول می‌دانند که با بدخواهی اطرافیان پدرش به دستور آنان کشته شده‌است و در آن محل دفن شده‌است. برخی باور دارند علت نامگذاری این مسجد به شهیدیه قتل ناحق صفی الدین میرزا است.
مسجد صفی طبق عبارتی که روی یک کاشی در داخل محراب دیده می‌شود در سال ۱۳۳۴ هجری قمری (۱۲۹۵ ه.ش) به دست حاج یوسف کاشی ساز تجدید بنا شده‌است.
در قسمت جنوبی محراب مسجد سه فلیپا به ارتفاع تقریبی چهار متر و به قطر یک متر وجود دارد.
چاه صاحب الزمان احتمالاً همان چاهی است که به دست شیخ صفی الدین اردبیلی حفر شده‌است این چاه در قسمت جنوب غربی مسجد قرار دارد و همکنون به عنوان محل نذورات مردم است.
مسجد صفی رشت به شماره ۱۹۷ در فهرست آثار ملی ایران به ثبت رسیده‌است.

## منبع
- ویکی‌پدیا گیلکی

مسجد صفی گیلان نیوز